# Pilacmonotus sabulosus
Pilacmonotus sabulosus är en insektsart som först beskrevs av Walker 1853.  Pilacmonotus sabulosus ingår i släktet Pilacmonotus och familjen fjärilsländor. Inga underarter finns listade i Catalogue of Life.